# Sounds vom Synthesizer
Sounds vom Synthesizer (SvS) war eine Hörfunksendung des Hessischen Rundfunks (hr).

## Geschichte
Am Sonntag, dem 2. Januar 1983 ertönte erstmals beim Hessischen Rundfunk die Signation hr3-Top Time und Volkmar Krammarz machte den Auftakt zur Radiosendung Sounds vom Synthesizer, die in den folgenden Jahren zu einer Kult-Sendung und zum familiären Fixpunkt der sich noch in den Kinderschuhen befindlichen Rhein-Main Technomusik-Szene und des Sound of Frankfurt wurde. 
Vierzehntäglich sonntags um 21 Uhr wurde die Sendung ausgestrahlt, bevor sie Anfang 1986 der neuen Programmstruktur des Dritten Hessischen Hörfunkprogrammes weichen musste. Vor allem unter ihrem Moderator Rainer Sauer, der ab Juli 1984 den zur Deutschen Welle wechselnden Volkmar Krammarz ersetzte, erreichte die Sendung einen Status in der deutschen Elektronik-Musikszene, dem nur noch die WDR-Sendung Schwingungen mit ihrem Moderator Winfried Trenkler gleichkam.
Ausgedacht hatte sich das Sendeformat Anfang der 1980er-Jahre der HR-Musikredakteur Jörg Eckrich. Nachdem sich Bands wie Kraftwerk oder Tangerine Dream national wie international etabliert hatten, vermutete Eckrich, dass die Zeit reif sei für ein Hörfunkformat zum Thema „Elektronische Musik“. Da dieser Begriff aber schon für die experimentelle Musiksparte belegt war, kam der Hessische Rundfunk auf den Begriff der „Sounds vom Synthesizer“. Startschuss für das neue Format im Programm von hr3 war im Januar 1983. In dem promovierten Musikjournalisten Volkmar Krammarz aus Köln fand Eckrich den geeigneten Moderator für seine Sendung. Krammarz führte das Format ein und ab sofort waren im Radio Synthesizer, Electronic-Drums und Computersampler zu hören. In knapp 40 Sendungen stellte Krammarz ausgiebig sowohl die Musik, als auch deren Protagonisten vor.
Der aus Frankfurt am Main stammende Radiomoderator, Sänger und Elektronik-Musiker Rainer Sauer (Velvet Universe) war zu dieser Zeit ebenfalls Moderator einer Radiosendung über Synthesizermusik. Diese war jedoch nicht in Deutschland zu hören, sondern in Italien bei Radio Centofiori und hieß EMMIG/Electronic Music Made In Germany. Sauer moderierte diese Sendung in englischer Sprache und war die erste Wahl für Eckrich, als dieser einen Nachfolger für den nach Köln wechselnden Volkmar Krammarz suchte. Seine Bedingung: Sauer sollte der Sendung ein neues Profil geben, mehr Interviews mit internationalen Künstlern führen und damit neue Hörerkreise erreichen. Den SvS gelang es, so unterschiedliche Bands und Interpreten wie Propaganda, Klaus Schulze, Jean Michel Jarre, Tangerine Dream, Howard Jones, Michael Rother, Ash Ra Tempel, Kraftwerk, Art of Noise oder Spliff ins hr3-Studio zu holen und in die heimischen Wohnzimmer zu bringen.
Eine weitere Besonderheit waren Specials wie die regelmäßigen Serien Per Anhalter durch die Synthesizergeschichte, We are Producers oder der Electronic Poll, die jährliche Wahl der besten Synthesizertitel und -künstler. Den größten Erfolg hatten die Sounds vom Synthesizer jedoch mit der Nachwuchsförderung Neue Leute braucht das Land, die vielen Musikern und Projekten den Weg zu Erfolg und Plattenvertrag ebnete. Als größte der SvS-Entdeckungen gilt die Band Camouflage (Love Is a Shield), im Sounds vom Synthesizer-Archiv finden sich aber auch Tapes von Protagonisten der späteren Techno-Szene Frankfurts wie Couleur Trois/Okay, Michael Münzing und Talla 2XLC. Viele erfolgreiche Electronik-Acts aus dem Großraum Rhein-Main bezogen sich später auf die Sounds vom Synthesizer-Sendungen des Hessischen Rundfunks als ersten künstlerischen Einfluss.
Nach dem Ende der Sounds vom Synthesizer organisierte Rainer Sauer unter dem Titel White Waves von 1986 bis 1989 die Frankfurter Synthesizertage. Die alten Folgen von Sounds vom Synthesizer werden heute sonntags von Radio Jena wiederholt. Durch die große Resonanz auf die Wiederausstrahlung gibt es seit Oktober 2008 unter dem Titel „Sounds vom Synthesizer Reloaded“ neue, regelmäßige Sendungen mit Rainer Sauer, die ebenfalls sowohl über Antenne als auch im Internet zu hören sind.